# Попадич Василь Васильович
Васи́ль Васи́льович Попа́дич (нар. 12 серпня 1983, Ділове, Закарпатська область, Україна — пом. 29 серпня 2022, Херсонська область, Україна) — старший солдат Збройних сил України, учасник російсько-української війни, що відзначився під час російського вторгнення в Україну в 2022 році.

## Життєпис
Василь Попадич народився 12 серпня 1983 року в селі Ділове Рахівського району на Закарпатті. Після закінчення загальноосвітньої школи в рідному селі у 2001—2003 роках проходив строкову військову службу в ЗСУ. Був мобілізований 31 липня 2014 року. В складі 128-ої окремої гірсько-штурмової Закарпатської бригади брав участь у бойових діях під час АТО на сході України: у боях за Дебальцеве, Авдіївку, Станицю Луганську та інші села та містечка України. У лавах рідної бригади обіймав військову посаду механіка-водія гірсько-штурмового взводу гірсько-штурмової роти гірсько-штурмового батальйону військової частини А1556. З початком повномасштабного російського вторгнення в Україну разом із спісвслуживцями перебував на передовій. Загинув у важких боях за Херсон з військами РФ 29 серпня 2022 року. Чин прощання із загиблим відбувся 5 вересня 2022 року. Похований Василь Попадич у рідному селі. Напередодні Дня захисників та захисниць України 13 жовтня 2022 року начальник Рахівського районного територіального центру комплектування та соціальної підтримки Йосип Бундзяк з секретарем Рахівської міської ради Дмитром Брехдічуком вручили медаль його матері.

## Нагороди
- орден «За мужність» III ступеня (2022) — за особисту мужність і самовіддані дії, виявлені у захисті державного суверенітету та територіальної цілісності України, вірність військовій присязі[6];
- медаль «За військову службу Україні» (2022) — особисту мужність і самовіддані дії, виявлені у захисті державного суверенітету та територіальної цілісності України, вірність військовій присязі;
- орден «За мужність» II ступеня (2024) — за особисту мужність, виявлену у захисті державного суверенітету та територіальної цілісності України, самовіддане виконання військового обов’язку[7].